# 厄茨谷

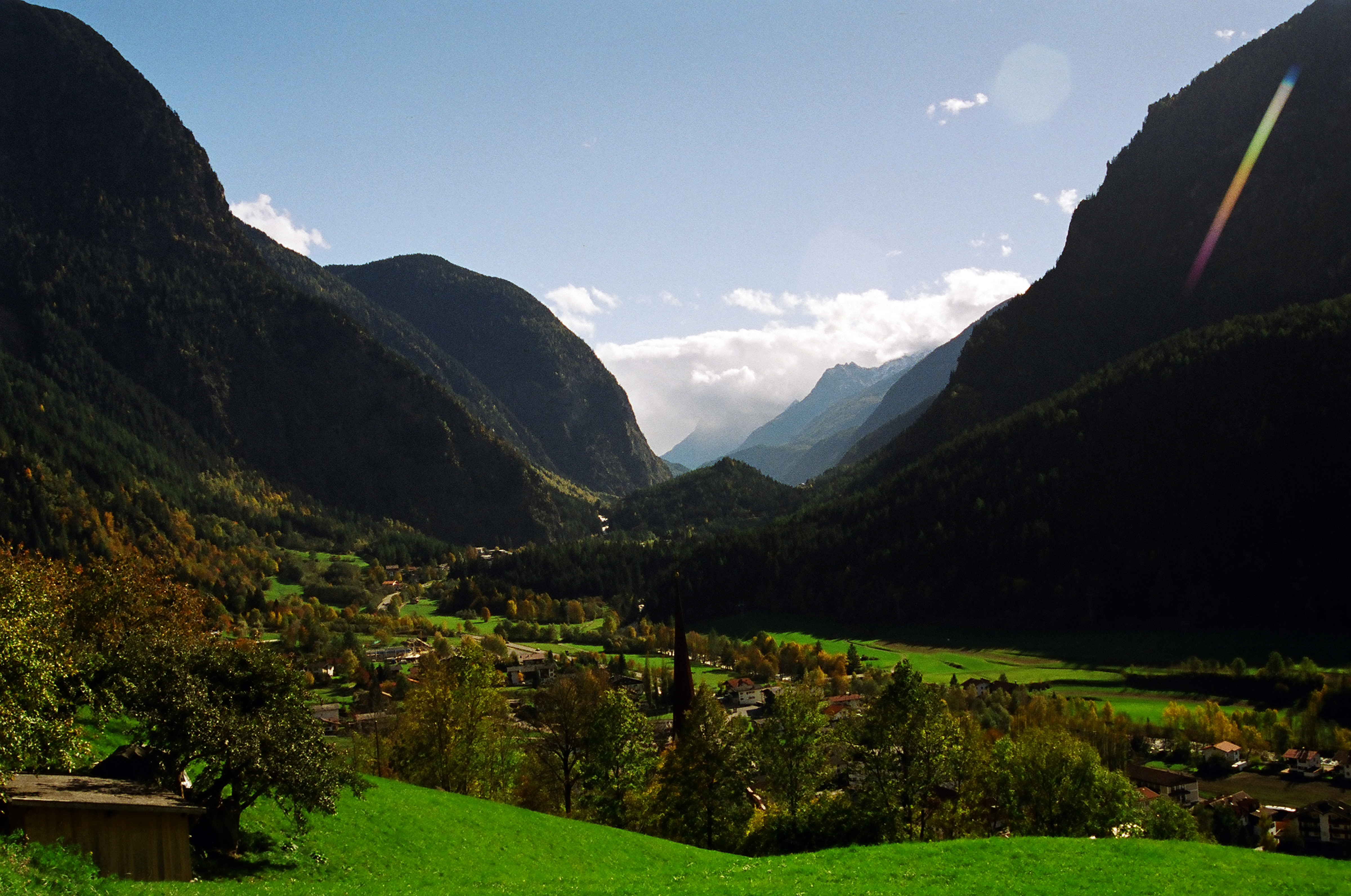
厄茨谷

厄茨谷（德語：Ötztal）是位於奧地利蒂罗尔州的一個高山峽谷。厄茨谷的最南端直達義大利國境。厄兹谷地區在行政區劃上共有5個村鎮。現在厄茨谷的主要產業是旅遊業。